# Даниил (пророк)

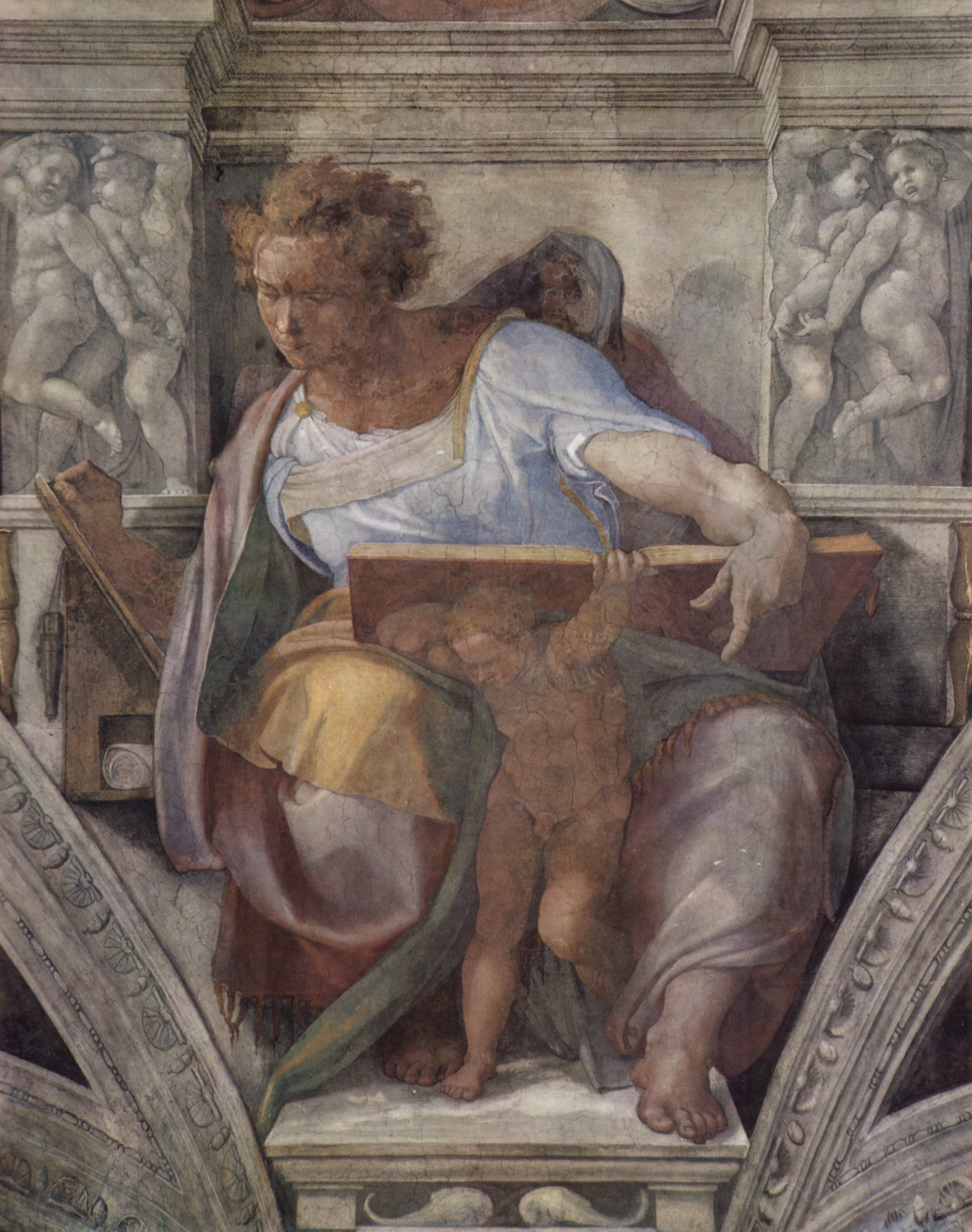
Пророк Даниил.
Микеланджело, роспись свода Сикстинской капеллы

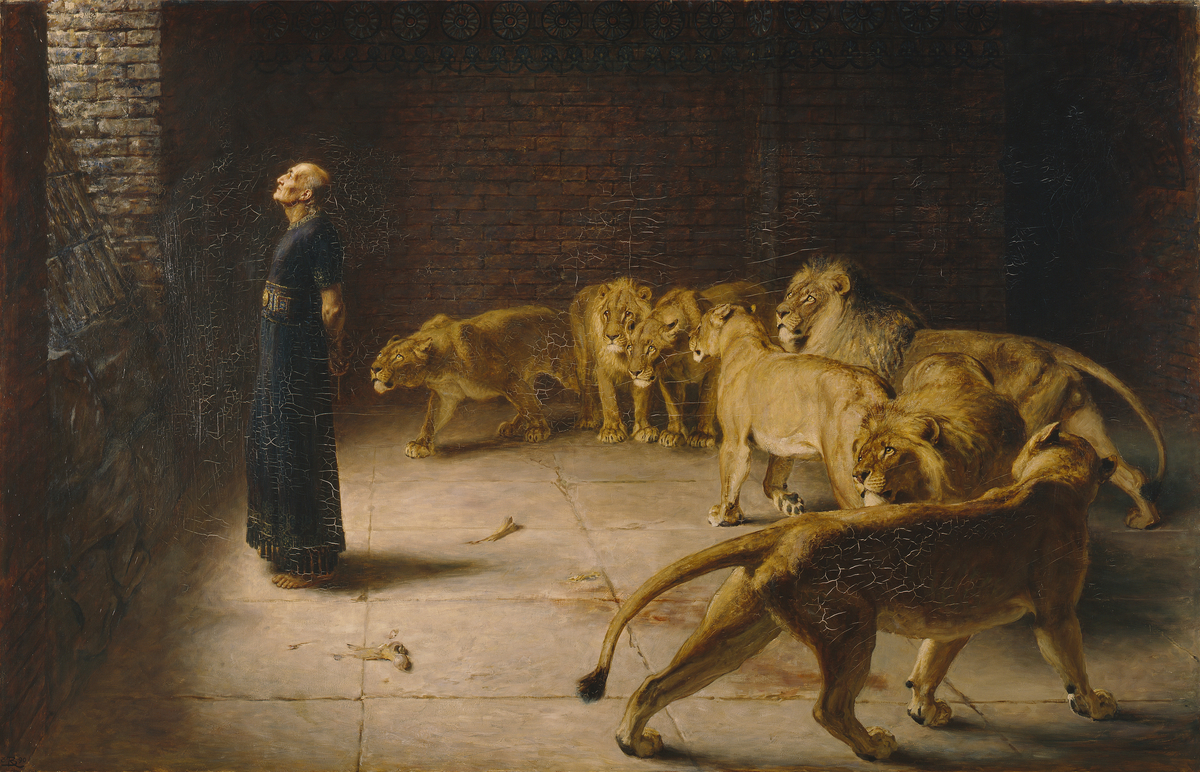
«Ответ Даниила царю», Брайтон Ривьер, 1892

Дании́л (ивр. דָּנִיֵּאל‎, Даниэль, греч. Δανιὴλ, араб. دانيال‎, Данияль) — главный персонаж Книги пророка Даниила, в христианской традиции относящийся к «великим пророкам». Большинством учёных не считается реальной исторической личностью.
В Библии Даниил — потомок знатного иудейского рода, подростком попавший вместе с соплеменниками в вавилонский плен после завоевания Навуходоносором Иерусалима. В Вавилоне он получил халдейское образование и был призван на службу при дворе. Согласно Библии, Даниил обладал от Бога даром понимать и толковать сны, чем и прославился при дворе Навуходоносора, а после падения Вавилона — при дворе Кира и некоего «Дария Мидянина», который также в научной среде считается вымышленным персонажем или комбинацией реальных правителей.
Среди известных эпизодов истории Даниила — его чудесное спасение в львином рву и истолкование слов «мене, мене, текел, упарсин», начертанных таинственной рукой на стене во время валтасарова пира.

## В Библии
История Даниила описана в книге Даниила, в том числе в неканонических дополнениях, вошедших в состав Септуагинты — греческого перевода Библии.
Библейский персонаж Даниил жил во время вавилонского плена, и, по церковному преданию, был современником пророка Иеремии, который предсказывал разрушение Иерусалима, и пророка Иезекииля, который пророчествовал в вавилонском плену.
В Ветхом Завете имя «Даниил» упоминается ещё несколько раз, в том числе в обращении в Книге пророка Иезекииля к тирскому царю: «ты премудрее Даниила» (Иез. 28:3). Иудеи и христиане упоминание Даниила в этой книге традиционно отождествляют с пророком Даниилом, которого считают автором Книги Даниила. Однако, согласно научному консенсусу, Даниил не был реальной исторической личностью. Также, по мнению исследователей, маловероятно, что Иезекииль имел в виду пророка Даниила. При раскопках города Угарита была обнаружена поэма XIV века до н. э., герой которой — мудрый и справедливый судья, заступавшийся за вдов и сирот, — носит имя Дани-Ил, отсылающее к почитанию им бога Эля (Ила). Некоторые учёные отождествляют Даниила, упомянутого у Иезекииля, с Дани-Илом этой поэмы.

### В Книге пророка Даниила

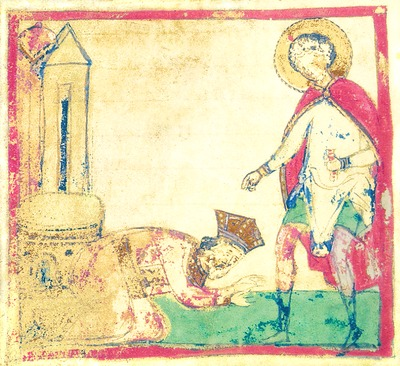
Царь Кир поклоняется пророку Даниилу, миниатюра из Тверского списка Хроники Георгия Амартола, первая половина XIV века

Книга пророка Даниила входит в Танах и в Ветхий Завет канонической Библии. При этом в христианской Библии книга пророка Даниила входит в число пророческих, но в Танахе она помещена не в разделе Невиим (Пророки), а в разделе Ктувим (Писания).
Пророк Даниил, главный персонаж Книги пророка Даниила, является в ней знатным иудеем, воспитанником вавилонского царского двора и обладателем высокого придворного звания.

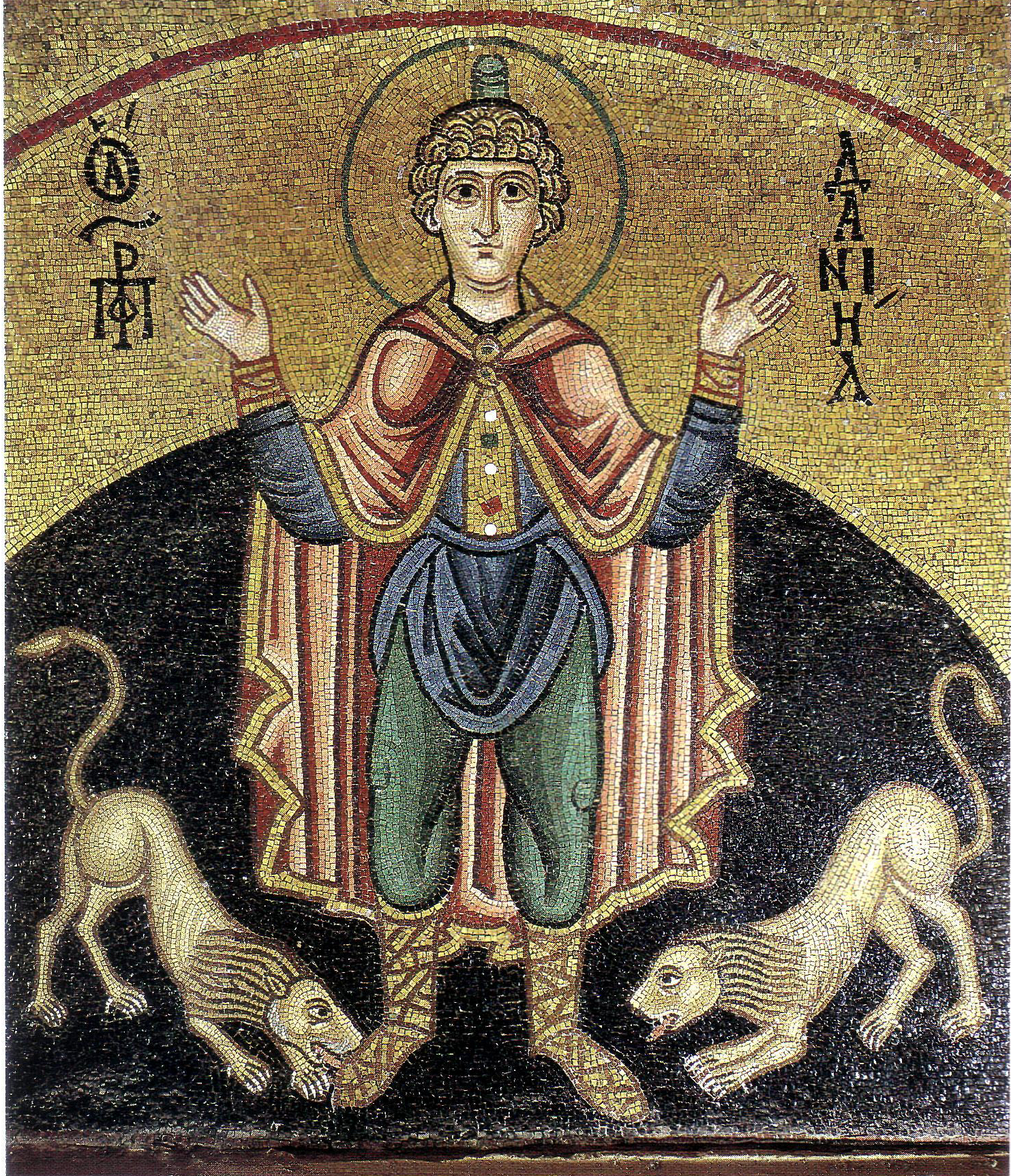
Пророк Даниил в львином рву; мозаика в Осиос Лука, XII—XII вв.

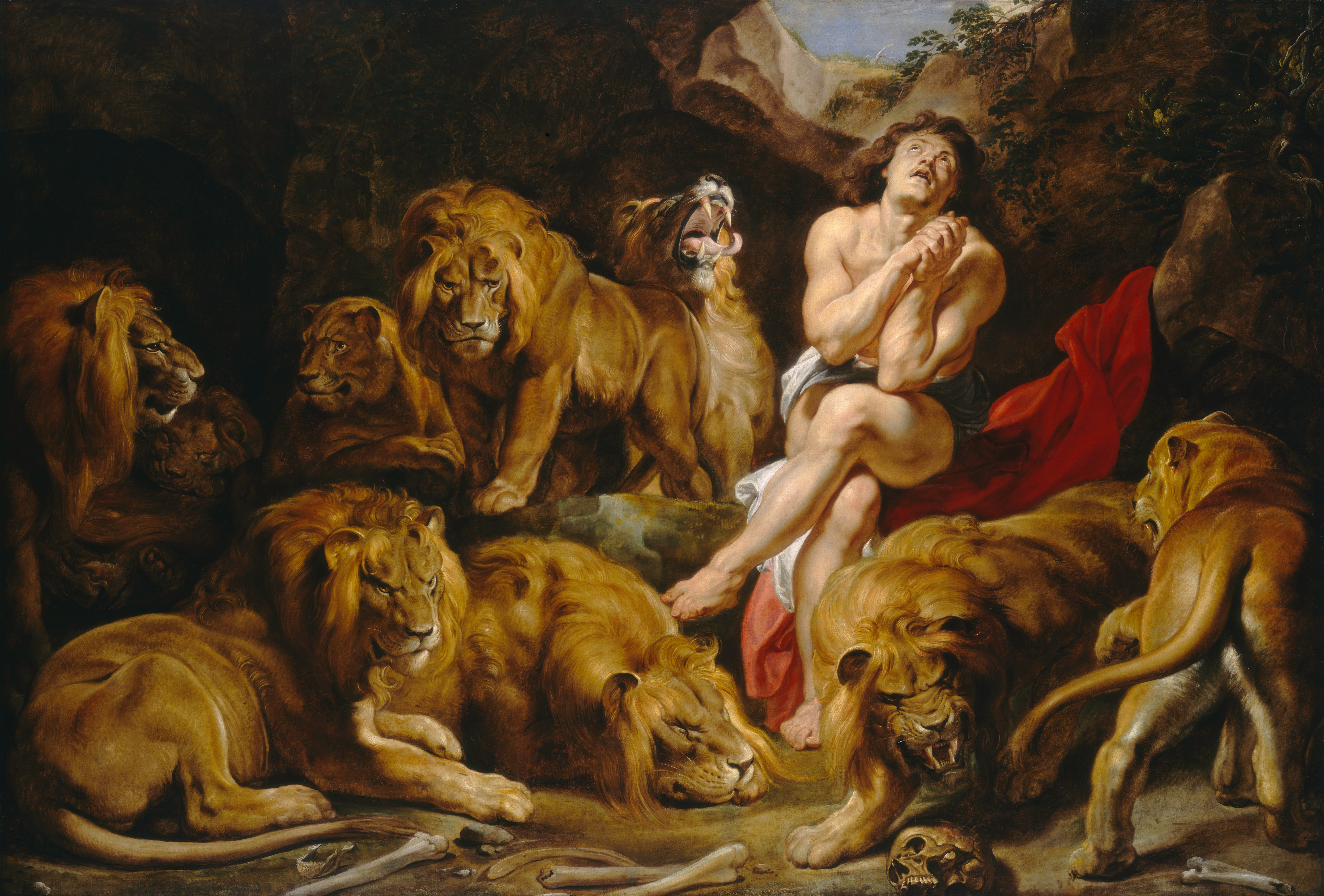
Даниил в львином рву, картина Рубенса

Пророчества Даниила рассматривал как позднейшие ещё в III веке неоплатоник Порфирий. К настоящему времени сложился широкий научный консенсус вокруг утверждения, что Книга пророка Даниила была создана существенно позже Вавилонского пленения — в Палестине во время Антиоха IV Епифана и Маккавеев около 170—164 годов до н. э., являясь образцом возникшей в эллинистическую эпоху апокалиптической литературы.

#### Чудесные спасения и пророчества
Согласно Библии, Даниил и другие иудеи в Вавилоне не отказались от веры отцов, за что были часто притесняемы. Но в каждом случае они чудом спасались. Так, за отказ поклониться идолу три друга Даниила, иудеи Анания, Мисаил и Азария (получившие в пленении имена Седраха, Мисаха и Авденаго соответственно), были брошены в печь, но чудом спаслись. Сам Даниил был брошен в яму ко львам на растерзание по приказанию персидского царя Дария, но был чудесным образом спасён (Дан. 6:16).
Перед падением Вавилона под мощью мидян, Даниил объяснил царю Валтасару знаменитое пророчество «мене, мене, текел, упарсин» (Дан. 5:25-28) о скорой гибели Валтасара и его царства. Позже Даниил исчислил срок в «семьдесят седьмин» (Дан. 9:24), оставшийся до прихода в мир Мессии. А в царствование Кира Даниил показал ему пророчество Исаии о Кире, чем сподвиг последнего на освобождение евреев из вавилонского пленения и на восстановление Храма в Иерусалиме.

#### История трёх еврейских юношей
Первая глава Книги пророка Даниила повествует, как четыре еврейских юноши: Даниил, Анания, Мисаил и Азария — попали в вавилонский плен и достигли высокого положения при дворе. Эти юноши были избраны, чтобы обучать их вавилонским наукам и после этого направить на служение при дворе. Им было назначено питание и вино от царского стола. Даниил решил отказаться от царского питания, не желая оскверняться им. Начальник евнухов был вначале против этого, потому что опасался, что это плохо скажется на их внешнем виде. Тогда Даниил попросил сделать им испытание продолжительностью в десять дней и принять решение после этого. После испытания «лица их оказались красивее, и телом они были полнее всех тех отроков, которые питались царскими яствами», и начальник заменил им пищу и вино с царского стола овощами.

#### Пять царств Даниила в христианстве
Даниил объяснил Навуходоносору сон про истукана, разбитого камнем, который после этого сделался великою горою. Истукан — языческие царства, сменяющие друг друга, камень — Мессия, а гора — вечное царство Божие (см. Колосс на глиняных ногах).

Ты (Навуходоносор) — это золотая голова (первое царство)! После тебя восстанет другое царство, ниже твоего, и еще третье царство, медное, которое будет владычествовать над всею землею. А четвертое царство будет крепко, как железо; ибо как железо разбивает и раздробляет все, так и оно, подобно всесокрушающему железу, будет раздроблять и сокрушать… Бог небесный воздвигнет царство (пятое), которое вовеки не разрушится, и царство это не будет передано другому народу; оно сокрушит и разрушит все царства, а само будет стоять вечно.
— Дан. 2:31-46; 7:1-28
Согласно одному из отцов Церкви, Ефрему Сирину, «златая глава» — царство вавилонское. Серебряные грудь и руки — царство мидян. Чрево и медные бёдра — персидское царство. Железные голени — царство Александра Македонского. Железные и глиняные ноги — десять царей, восставших после Александра. Царство другое меньшее, то есть царство мидян, восстанет и сокрушит вавилонское царство. Всею землёю возобладает царство Кира, персидского царя. Пальцы ног из железа и глины — десять царей, восставшие в греческом царстве, из которых одни крепки и сильны, как железо, а другие малы и бессильны. И хотя они вступят между собой в союзы, но не будет у них единодушия и любви.
Иоанн Златоуст добавляет, что слова «смешаются через семя человеческое» (Дан. 2:43), то есть что среди этих царей многие будут не царского рода.
По толкованию Ефрема Сирина:
Царство сие не иудейскому народу дано будет. Хотя таинственно и предначертано было оно в Маккавеях, которые уничижили царство Греков; но в самой действительности исполнилось сие пророчество на Господе нашем». «Камень отторгнут был от горы не руками» (Дан. 2:45) — это Господь наш, Который родился в уничижении и подобно камню отсечён от горы, то есть произошёл от племени Авраамова.
Также Ефрем пишет, что Гора означает и «святую Деву, от Которой отсечён камень без рук, то есть неискусобрачно».
Иоанн Златоуст уточняет, что слова: «оторвался от горы» — «указывают на свободное действие без принуждения», чем подчёркивается добровольное решение Господа Иисуса Христа прийти в мир для спасения людей.
«И наполнил всю землю» (Дан. 2:35) — это об Евангелии, которое распространилось во все концы мира.
Свт. Иоанн Златоуст предлагает также и аллегорическое толкование на разрушение царств камнем, символизирующим Спасителя: разрушаемые царства — это гордость македонян и владычество римлян.

## В религиозной традиции

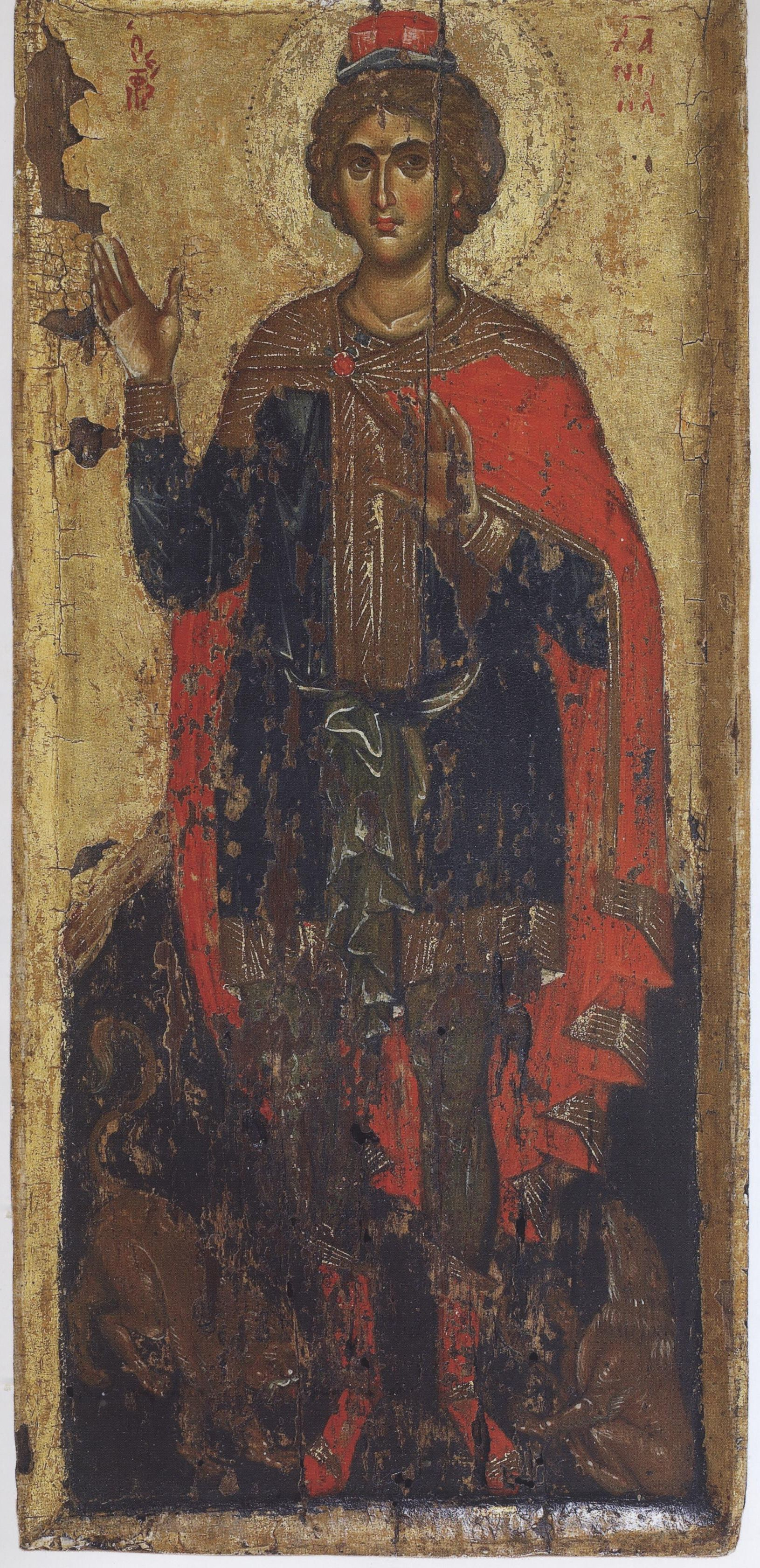
Икона пророка Даниила, написанная в XIV веке (1310—1320 гг.) в Византии, хранится на Афоне, монастырь Ватопед

### В иудаизме
Еврейская традиция не причисляет Даниила к пророкам, поскольку тот не разговаривал с Богом напрямую. Библия гласит, что Даниил разговаривал с «ангелами Господними», но не с самим Господом. Коран же вообще не упоминает Даниила поимённо, хотя он присутствует в позднейших мусульманских преданиях.

### В христианстве
Вместе с тем Даниил высоко почитается христианской церковью в виду его предсказания срока прихода в мир Мессии, до разрушения Второго Иерусалимского Храма. На эти пророчества Даниила, по свидетельству Нового Завета, ссылался Иисус Христос (Мф. 24:15). Толкования на Книгу Даниила писали святые Ипполит Римский и Иоанн Златоуст.

### В исламе
В Коране имя «Данияль» не упоминается, но в Сунне и других источниках пророк известен как Данияль, известна история (исламская) о его захоронении.
Согласно мусульманскому преданию, пророк Данияль похоронен в Сузах (современный Шуш), у реки Шаур, притока Керхе. В XII веке на месте гробницы построен комплекс. В 1869 году при наводнении он был разрушен. Современный мавзолей пророка Даниила — реконструкция XIX века.
По легендарным сведениям XVIII века, прах ветхозаветного библейского пророка Данияля (Даниила) был привезен в Самарканд и захоронен среднеазиатским средневековым полководцем и завоевателем Амиром Тимуром (Тамерланом). Останки пророка были привезены полководцем из города Сузы во время его похода в Малую Азию (нынешняя Турция) в 1399—1404 годах. Мавзолей и комплекс Ходжа Дониёр расположены в северо-восточной части города Самарканд, в северо-восточной окраине древнего городища Афрасиаб, на небольшой возвышенности, вблизи берега небольшой реки Сиаб. Нынешнее здание мавзолея и комплекс были построены в самом начале XX века, в последующие годы само здание мавзолея и комплекс несколько раз были реконструированы.

### Смерть и захоронение

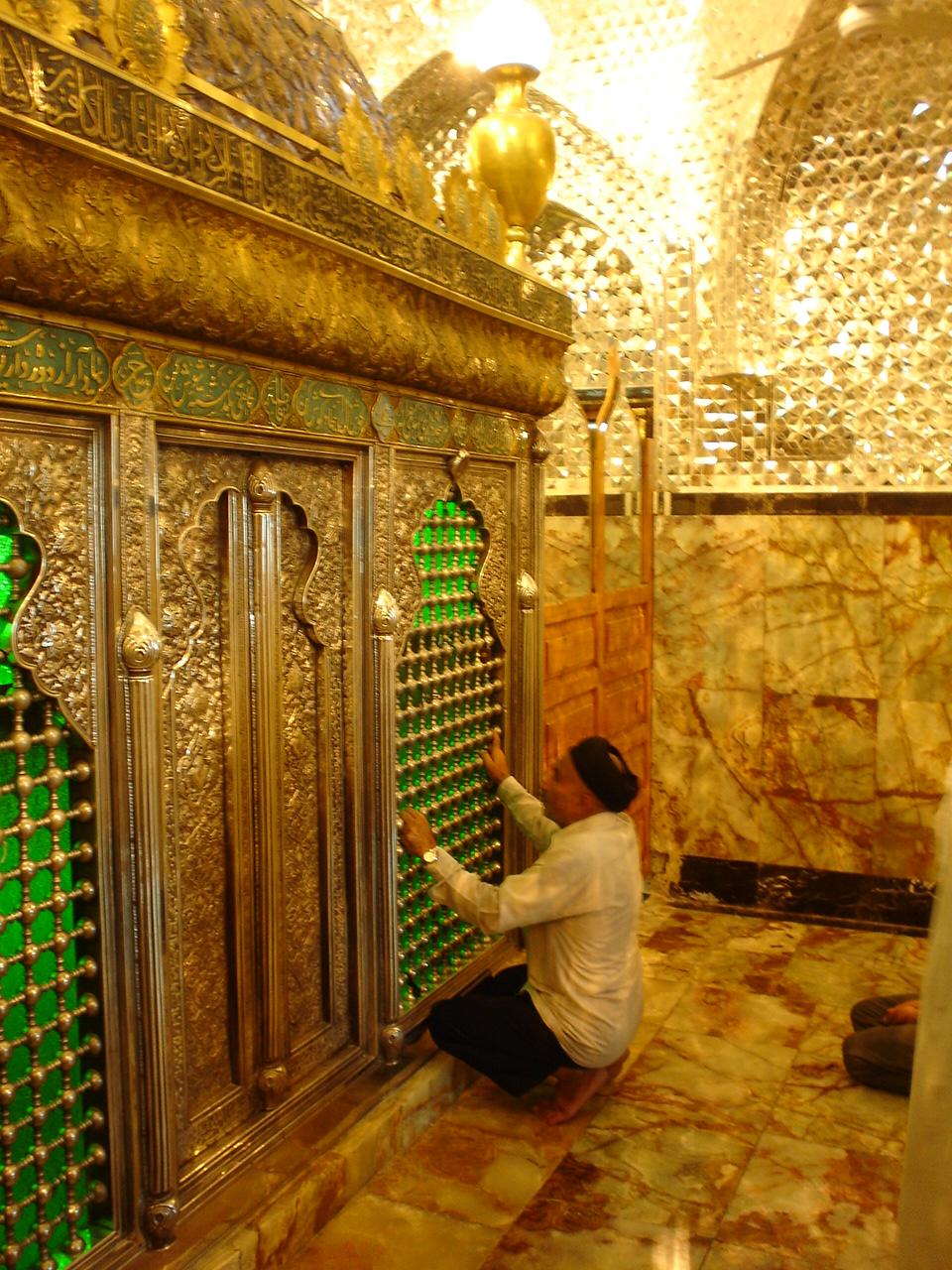
Гробница пророка Даниила в Сузах

Иудеи и христиане, считающие Даниила реальной исторической личностью, порой верят, что он дожил до преклонного возраста (по некоторым источникам, до 100 лет) и был похоронен в гробнице в городе Сузы. Впрочем, его могилы показывают также по крайней мере в пяти местах, в том числе в Киркуке и Самарканде.
Могила в Самарканде представляет собой склеп длиной около 18 метров. Даниил почитается иудеями, христианами и мусульманами. Последние называют похороненного в ней святого Данияром. Рядом с могилой находится 500-летнее фисташковое дерево. Считается также, что останки Даниила привёз в Самарканд из военного похода в Малую Азию Тамерлан.
Мусульманские источники повествуют, что когда войска мусульманского праведного халифа Умара взяли город Тустар (совр. Шуштер), те обнаружили там гробницу Даниила. По приказу халифа его останки были перезахоронены ночью, вдали от людских глаз, чтобы уберечь их от дальнейшего поклонения ему.

### Библеистика
- Коллинз, Дж. Дж.[англ.]. Daniel // Dictionary of Deities and Demons in the Bible (англ.) / под. ред. Карела ван дер Тоорна[англ.], Боба Бекинга[нем.] и Питера Виллема ван дер Хорста[англ.]. — Eerdmans[англ.], 1999. — 960 p. — ISBN 0802824919, 9780802824912.
- Ньюсом, Карол Анн[англ.]. Daniel: A Commentary (англ.) / Breed, Brennan W.. — Presbyterian Publishing Corp, 2014. — 416 p. — ISBN 0664220800, 9780664220808.
- Hill, Andrew E. Том 8 // Daniel–Malachi (англ.) / Под ред. Лонгмана Т.[англ.] и Гарланда Д. Э.[англ.]. — Zondervan[англ.], 2009. — 864 p. — ISBN 031059054X, 9780310590545.